# Mezinárodní letiště Hurghada
Mezinárodní letiště Hurghada (arabsky مطار الغردقة الدولي; IATA: HRG, ICAO: HEGN) je mezinárodní letiště poblíž egyptského města Hurghada. Letiště se nachází 5 km jihozápadně od centra Hurghady. V roce 2022 letiště odbavilo 7 165 609 cestujících.

## Terminál
Letiště má v současné době k dispozici jeden terminál. V posledních letech proběhlo na letišti velké množství rozšiřujících prací, včetně stavby příletové haly v hodnotě 155 milionů dolarů. Terminál 2 je již otevřen. Informace z 25.4.2015
V současné době (2014) probíhá stavba nového terminálu na jižní odbavovací ploše. Moderní terminál bude vybaven devíti nástupními mosty a jeho předpokládaná kapacita je 7,5 milionu cestujících ročně. Náklady se budou pohybovat okolo 300 milionů dolarů.

## Paralelní dráha
Současně s výstavbou nového terminálu probíhá výstavba paralelní dráhy 16R / 34L, souvisejících pojížděcích drah a napojení na novou odbavovací plochu s terminálem. Dráha je umístěna přibližně 950 metrů východně od dráhy 16 / 34, bude mít délku 4000 metrů a šířku 50 metrů. Cena výstavby bude přibližně 87 milionů dolarů a provádí ji firma Orascom Construction Industries.

## Letecké společnosti a destinace
| Letecká společnost      | Destinace          | Destinace |
| ----------------------- | ------------------ | --- |
| Aeroflot                | Rusko              | Moskva-Šeremetěvo |
| Air Arabia              | Maďarsko           | Debrecen |
| Air Bucharest           | Rumunsko           | Bukurešť-Henri Coanda |
| Air Cairo               | Maďarsko           | Budapešť |
| Air Cairo               | Srbsko             | Bělehrad |
| Arkefly                 | Nizozemsko         | Amsterdam |
| Condor                  | Německo            | Berlín-Schönefeld, Düsseldorf, Frankfurt nad Mohanem, Hamburg, Hanover, Lipsko, Mnichov, Stuttgart                         |
| Corendon Dutch Airlines | Nizozemsko         | V sezoně: Amsterdam |
| EasyJet                 | Spojené království | Londýn-Gatwick |
| EasyJet Switzerland     | Švýcarsko          | Ženeva |
| Edelweiss Air           | Švýcarsko          | Curych |
| EgyptAir                | Egypt              | Káhira |
| EgyptAir Express        | Egypt              | Alexandrie-El Nouzha, Káhira, Šarm aš-Šajch                                                                                |
| Enter Air               | Polsko             | Varšava |
| Finnair                 | Finsko             | Helsinky |
| Georgian Airways        | Gruzie             | V sezoně: Tbilisi |
| Germania                | Německo            | Düsseldorf |
| Germanwings             | Německo            | Kolín nad Rýnem |
| Jetairfly               | Belgie             | Brusel |
| Meridiana               | Itálie             | Bologna, Milán-Malpensa, Řím-Fiumicino                                                                                     |
| Neos                    | Itálie             | Milán-Malpensa, Řím-Fiumicino                                                                                              |
| Rossiya                 | Rusko              | Petrohrad |
| SunExpress              | Německo            | Berlín, Hamburg, Düsseldorf, Frankfurt nad Mohanem, Stuttgart, Mnichov                                                     |
| Thomas Cook Airlines    | Spojené království | Birmingham, Londýn-Gatwick, Manchester                                                                                     |
| Thomson Airways         | Spojené království | Birmingham, Londýn-Gatwick, Manchester                                                                                     |
| Transavia               | Nizozemsko         | Amsterdam |
| Transavia France        | Francie            | Paříž-Orly |
| Travel Service          | Česko              | Praha |
| TUIfly                  | Německo            | Kolín nad Rýnem, Düsseldorf, Hanover, Frankfurt nad Mohanem, Mnichov, Stuttgart V sezoně: Berlín-Tegel, Hamburg, Norimberk |
| UTair                   | Rusko              | Chartery: Krasnodar, Moskva-Domodědovo, Novosibirsk, Rostov na Donu, Samara, Ťumeň                                         |